# مارك شيمان
مارك شيمان (بالإنجليزية: Marc Shaiman)‏ (و. 1959  م) هو ملحن، وشاعر غنائي، وكاتب أغاني، ومؤلفو موسيقى تصويرية، وممثل، وكاتب سيناريو، ومنتج أفلام بريطاني، ولد في لندن.

## وصلات خارجية
- مارك شيمان على موقع IMDb (الإنجليزية)
- مارك شيمان على موقع ألو سيني (الفرنسية)
- مارك شيمان على موقع ميوزك برينز (الإنجليزية)
- مارك شيمان على موقع أول موفي (الإنجليزية)
- مارك شيمان على موقع بوكس أوفيس موجو (الإنجليزية)
- مارك شيمان على موقع قاعدة بيانات برودواي على الإنترنت (الإنجليزية)
- مارك شيمان على موقع قاعدة بيانات الأفلام السويدية (السويدية)
- مارك شيمان على موقع أول ميوزيك (الإنجليزية)
- مارك شيمان على موقع ديسكوغز (الإنجليزية)
- مارك شيمان على موقع قاعدة بيانات الفيلم (الإنجليزية)